# Veia ilíaca externa

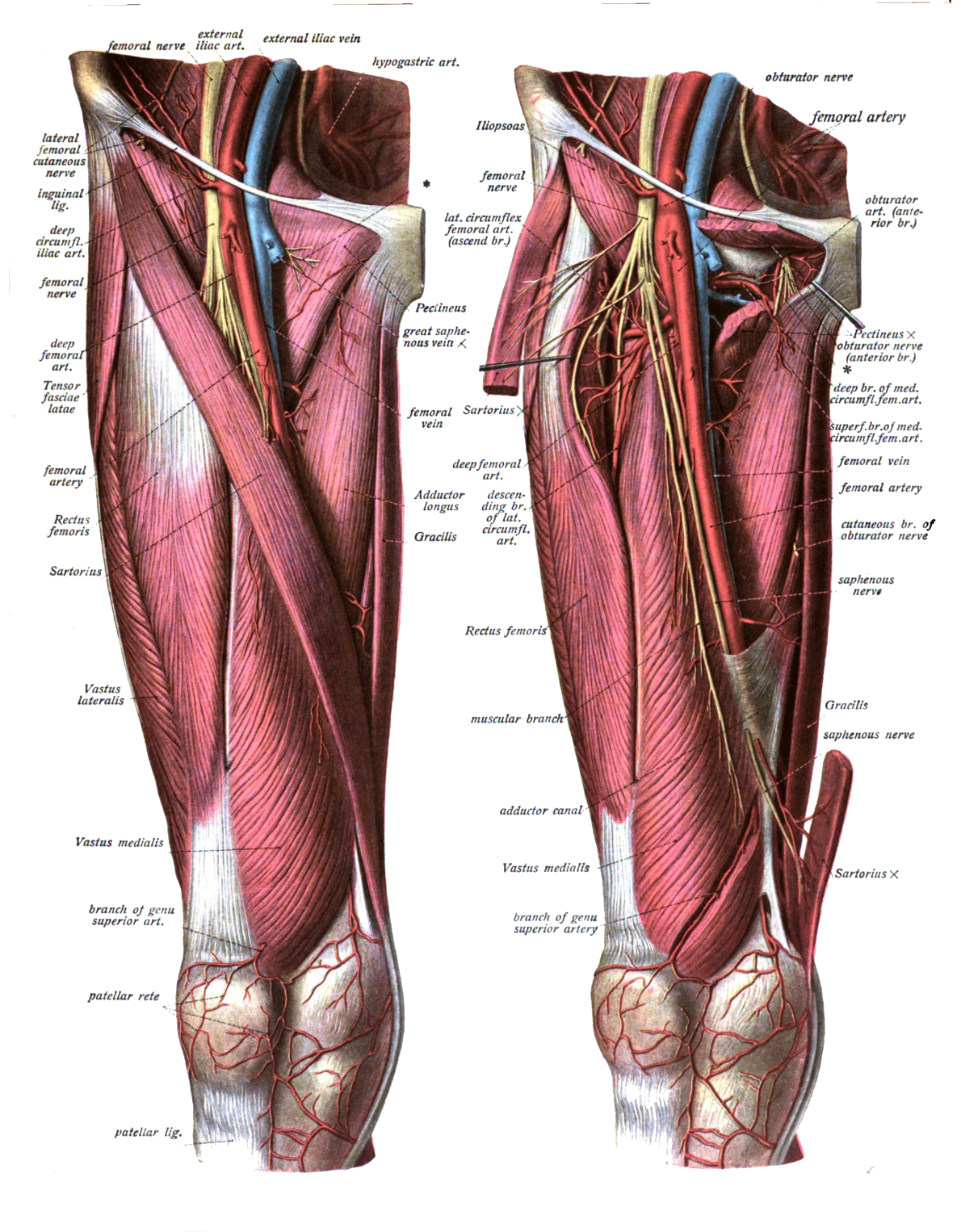
Anatomia da coxa

A veia femoral comum termina ao passar por trás do ligamento inguinal, quando passa a se chamar veia ilíaca externa. Esta se aprofunda na pelve durante o seu trajeto ascendente, recebendo como tributárias constantes as veias circunflexa ilíaca profunda e epigástrica inferior, que drenam a parede abdominal inferior e são importantes como vias de colateralização com o sistema da veia cava superior.